# Duga Međa
Duga Međa is een plaats in de gemeente Zdenci in de Kroatische provincie Virovitica-Podravina. De plaats telt 208 inwoners (2001).